# María Eugenia Romero Rodríguez
María Eugenia Romero Rodríguez (Sevilla, 20 de julio de 1970) es una política española miembro del Partido Popular. Es diputada por Sevilla desde el 20 de noviembre de 2011 para las X, XI y XII legislatura.

## Biografía

### Profesión
Licenciada en Derecho por la Universidad de Sevilla, ha seguido un curso de doctorado mercantil y posee un máster en consultoría jurídica.

### Carrera política
El 27 de mayo de 2007 fue elegida concejal del Ayuntamiento de Sevilla cargo que ocupó durante una legislatura para presentarse como diputada al  Congreso de los Diputados.
Es vicesecretaria de economía y de trabajo de la federación popular de Sevilla y coordinadora de organización social popular de Andalucía.
El 20 de noviembre de 2011 fue elegida diputada por Sevilla al Congreso de los Diputados y reelegida en 2015 y 2016.